# Pentathlon moderne aux Jeux olympiques d'été de 2008
Navigation
Athènes 2004 Londres 2012
Les épreuves de pentathlon moderne des Jeux olympiques d'été de 2008 ont lieu les 21 au 22 août 2008 à Pékin (République populaire de Chine).

## Épreuves
Il y a 2 épreuves au programme :
- individuel hommes (36 athlètes)
- individuel femmes (36 athlètes)

Les concurrents doivent disputer dans la même journée cinq épreuves consécutives : le tir, l'escrime, la natation, l'équitation et enfin la course à pied.

## Critères de qualification

### Compétitions pré-olympiques
| Compétition                      | Date                 | Lieu           | Nombre de places |
| -------------------------------- | -------------------- | -------------- | ---------------- |
| Championnats du monde 2007       | 16-21 août 2007      | Berlin         | 3                |
| Finale de la Coupe du Monde 2007 | 15-16 septembre 2007 | Pékin          | 1                |
| Championnats d'Afrique 2007      | 22-25 février 2007   | Le Caire       | 1                |
| Championnats d'Asie 2007         | 8-14 mai 2007        | Tokyo          | 5                |
| Championnats d'Océanie 2007      | 8-14 mai 2007        | Tokyo          | 1                |
| Jeux Pan-américains 2007         | 21-22 juillet 2007   | Rio de Janeiro | 4                |
| Championnats d'Europe 2007       | 6-13 juin 2007       | Riga           | 8                |
| Championnats du monde 2008       | 27 mai-1er juin 2008 | Budapest       | 3                |
| Classement mondial de Pentathlon | 1er juin 2008        | -              | 8                |
| Pays organisateur (Chine)        | -                    | -              | 1                |
| Invitations                      | -                    | -              | 2                |
| TOTAL                            |                      |                | 36               |

### Nations Qualifiées
- Voir aussi : Liste des athlètes déjà qualifiés

| Hommes | Femmes |
| --- | --- |
| - Australie - Canada - Chili - Chine (2 quotas) - Cuba - Corée du Sud (2 quotas) - Égypte - États-Unis - Hongrie (2 quotas) - Japon - Lituanie (2 quotas) - Pologne - République tchèque - Russie (2 quotas) - Ukraine | - Allemagne - Australie - Brésil - Canada - Chine (2 quotas) - Corée du Sud - Égypte - États-Unis - France - Guatemala - Hongrie - Italie (2 quotas) - Kazakhstan (2 quotas) - Lituanie - Pologne - Royaume-Uni (2 quotas) - Russie |

## Résultats

### Hommes
| Classement | Nom                    | Tir   | Tir    | Escrime   | Escrime | Natation      | Natation | Équitation | Équitation | Course à pied  | Course à pied | Total |
| Classement | Nom                    | Score | Points | Victoires | Points  | Temps         | Points   | Score      | Points     | Temps          | Points        | Total |
| ---------- | ---------------------- | ----- | ------ | --------- | ------- | ------------- | -------- | ---------- | ---------- | -------------- | ------------- | ----- |
|            | Andrey Moiseev         | 186   | 1168   | 26        | 1024    | 2 min 02 s 55 | 1332     | 67.70      | 1060       | 9 min 48 s 75  | 1048          | 5632  |
|            | Edvinas Krungolcas     | 185   | 1156   | 21        | 904     | 2 min 07 s 63 | 1272     | 70.89      | 1144       | 9 min 42 s 65  | 1072          | 5548  |
|            | Andrejus Zadneprovskis | 182   | 1120   | 15        | 760     | 2 min 02 s 27 | 1336     | 75.20      | 1168       | 9 min 25 s 00  | 1140          | 5524  |
| 4          | Qian Zhenhua           | 189   | 1204   | 26        | 1024    | 2 min 07 s 46 | 1272     | 70.18      | 1032       | 10 min 04 s 40 | 984           | 5516  |
| 5          | Steffen Gebhardt       | 183   | 1132   | 18        | 832     | 2 min 06 s 84 | 1280     | 82.61      | 1128       | 9 min 33 s 97  | 1108          | 5480  |
| 6          | Michal Michalík        | 188   | 1192   | 16        | 784     | 2 min 08 s 37 | 1260     | 69.37      | 1172       | 9 min 47 s 25  | 1052          | 5460  |
| 7          | Pavlo Tymoshchenko     | 185   | 1156   | 22        | 908     | 2 min 09 s 20 | 1252     | 73.29      | 1048       | 9 min 42 s 61  | 1072          | 5436  |
| 8          | Oscar Soto             | 171   | 988    | 20        | 880     | 2 min 10 s 60 | 1236     | 77.32      | 1160       | 9 min 21 s 95  | 1156          | 5420  |
| 9          | Dmytro Kirpulyanskyy   | 184   | 1144   | 20        | 880     | 2 min 04 s 37 | 1308     | 71.16      | 1088       | 10 min 01 s 57 | 996           | 5416  |
| 10         | Samuel Weale           | 177   | 1060   | 18        | 832     | 2 min 02 s 87 | 1328     | 83.56      | 1036       | 9 min 21 s 18  | 1156          | 5412  |
| 11         | Deniss Čerkovskis      | 184   | 1144   | 15        | 760     | 2 min 10 s 46 | 1236     | 71.75      | 1088       | 9 min 29 s 96  | 1124          | 5352  |
| 12         | Dmitry Melyakh         | 186   | 1168   | 11        | 664     | 2 min 03 s 03 | 1324     | 68.47      | 1116       | 9 min 41 s 97  | 1076          | 5348  |
| 13         | Marcin Horbacz         | 185   | 1156   | 14        | 736     | 2 min 03 s 52 | 1320     | 65.46      | 1088       | 9 min 49 s 27  | 1044          | 5344  |
| 14         | Nicola Benedetti       | 183   | 1132   | 16        | 784     | 2 min 15 s 10 | 1180     | 69.15      | 1056       | 9 min 12 s 77  | 1192          | 5344  |
| 15         | Yaniel Velazquez       | 184   | 1144   | 18        | 832     | 2 min 16 s 38 | 1164     | 79.79      | 1028       | 9 min 22 s 27  | 1152          | 5320  |
| 16         | Eric Walther           | 172   | 1000   | 20        | 880     | 2 min 00 s 84 | 1352     | 106.18     | 892        | 9 min 18 s 55  | 1168          | 5292  |
| 17         | Andrea Valentini       | 182   | 1120   | 18        | 832     | 2 min 11 s 70 | 1220     | 92.13      | 972        | 9 min 24 s 82  | 1144          | 5288  |
| 18         | Sam Sacksen            | 178   | 1072   | 14        | 736     | 2 min 08 s 99 | 1256     | 81.55      | 1104       | 9 min 32 s 90  | 1112          | 5280  |
| 19         | Viktor Horváth         | 187   | 1180   | 16        | 784     | 2 min 05 s 17 | 1300     | 90.55      | 896        | 9 min 32 s 25  | 1112          | 5272  |
| 20         | Ilia Frolov            | 178   | 1072   | 18        | 832     | 2 min 04 s 01 | 1312     | 86.35      | 828        | 9 min 04 s 95  | 1224          | 5268  |
| 21         | Jean Maxence Berrou    | 176   | 1048   | 10        | 640     | 2 min 04 s 52 | 1308     | 70.64      | 1060       | 9 min 21 s 00  | 1116          | 5172  |
| 22         | Bartosz Majewski       | 176   | 1048   | 18        | 832     | 2 min 09 s 14 | 1252     | 112.29     | 900        | 9 min 15 s 71  | 1180          | 5212  |
| 23         | Eli Bremer             | 165   | 916    | 14        | 736     | 2 min 02 s 80 | 1328     | 68.82      | 1060       | 9 min 19 s 61  | 1164          | 5204  |
| 24         | Joshua Riker-Fox       | 171   | 988    | 15        | 760     | 2 min 11 s 54 | 1224     | 80.36      | 1092       | 9 min 33 s 46  | 1108          | 5172  |
| 25         | Nick Woodbridge        | 160   | 856    | 14        | 736     | 1 min 55 s 96 | 1412     | 73.22      | 1060       | 9 min 34 s 46  | 1104          | 5168  |
| 26         | Gábor Balogh           | 179   | 1084   | 19        | 856     | 2 min 07 s 32 | 1276     | 113.65     | 852        | 10 min 01 s 90 | 996           | 5064  |
| 27         | Christian Bustos       | 178   | 1072   | 12        | 688     | 2 min 15 s 26 | 1180     | 78.42      | 904        | 9 min 19 s 01  | 1164          | 5008  |
| 28         | Nam Dong-hong          | 181   | 1108   | 15        | 760     | 2 min 05 s 28 | 1300     | 144.52     | 540        | 8 min 55 s 57  | 1260          | 4968  |
| 29         | David Svoboda          | 191   | 1228   | 24        | 976     | 2 min 05 s 40 | 1296     | DNF        | 184        | 9 min 24 s 35  | 1144          | 4828  |
| 30         | Yoshihiro Murakami     | 181   | 1108   | 12        | 688     | 2 min 10 s 74 | 1232     | 98.33      | 980        | 10 min 46 s 70 | 776           | 4784  |
| 31         | Cao Zhongrong          | 160   | 856    | 21        | 904     | 2 min 01 s 53 | 1344     | 134.96     | 712        | 9 min 57 s 67  | 1012          | 4828  |
| 32         | Amro El Geziry         | 174   | 1024   | 15        | 760     | 1 min 55 s 86 | 1412     | 144.79     | 484        | 9 min 58 s 55  | 1008          | 4688  |
| 33         | Lee Choon-huan         | 176   | 1048   | 19        | 856     | 2 min 09 s 18 | 1252     | DNF        | 84         | 9 min 41 s 05  | 1076          | 4316  |
| 34         | John Zakrzewski        | 168   | 952    | 19        | 856     | 2 min 04 s 23 | 1312     | DNF        | 160        | 10 min 04 s 15 | 984           | 4264  |
| 35         | Yahor Lapo             | 178   | 1072   | 17        | 808     | 2 min 05 s 62 | 1296     | DNF        | 0          | 9 min 41 s 17  | 1076          | 4252  |
| 36         | Jaime Lopez            | 183   | 1132   | 17        | 808     | 2 min 07 s 02 | 1276     | DNF        | 0          | 10 min 05 s 80 | 980           | 4196  |

### Femmes
| Classement | Nom                     | Tir   | Tir    | Escrime   | Escrime | Natation      | Natation | Équitation | Équitation | Course à pied  | Course à pied | Total |
| Classement | Nom                     | Score | Points | Victoires | Points  | Temps         | Points   | Score      | Points     | Temps          | Points        | Total |
| ---------- | ----------------------- | ----- | ------ | --------- | ------- | ------------- | -------- | ---------- | ---------- | -------------- | ------------- | ----- |
|            | Lena Schöneborn         | 177   | 1060   | 28        | 1072    | 2 min 16 s 91 | 1280     | 68.05      | 1172       | 10 min 28 s 82 | 1208          | 5792  |
|            | Heather Fell            | 185   | 1156   | 20        | 880     | 2 min 12 s 77 | 1328     | 71.58      | 1144       | 10 min 19 s 28 | 1244          | 5752  |
|            | Anastasiya Samusevich   | 187   | 1180   | 19        | 856     | 2 min 29 s 64 | 1128     | 67.60      | 1172       | 10 min 04 s 46 | 1304          | 5640  |
| 4          | Chen Qian               | 177   | 1060   | 20        | 880     | 2 min 18 s 58 | 1260     | 68.65      | 1200       | 10 min 27 s 41 | 1212          | 5612  |
| 5          | Paulina Boenisz         | 183   | 1132   | 21        | 904     | 2 min 24 s 08 | 1192     | 83.27      | 1096       | 10 min 20 s 95 | 1240          | 5564  |
| 6          | Katherine Livingston    | 178   | 1072   | 17        | 808     | 2 min 15 s 68 | 1292     | 67.28      | 1172       | 10 min 29 s 47 | 1204          | 5548  |
| 7          | Aya Medany              | 184   | 1144   | 22        | 928     | 2 min 15 s 69 | 1292     | 71.78      | 1004       | 10 min 36 s 05 | 1176          | 5544  |
| 8          | Amélie Cazé             | 177   | 1060   | 22        | 928     | 2 min 11 s 29 | 1348     | 72.83      | 1116       | 10 min 59 s 82 | 1084          | 5536  |
| 9          | Xiu Xiu                 | 183   | 1132   | 19        | 856     | 2 min 17 s 17 | 1276     | 69.84      | 1144       | 11 min 06 s 31 | 1056          | 5464  |
| 10         | Belinda Schreiber       | 188   | 1192   | 18        | 832     | 2 min 16 s 96 | 1280     | 66.82      | 1172       | 11 min 23 s 70 | 988           | 5364  |
| 11         | Tatiana Mouratova       | 179   | 1084   | 22        | 928     | 2 min 22 s 98 | 1208     | 76.56      | 1108       | 10 min 49 s 35 | 1124          | 5452  |
| 12         | Donata Rimšaitė         | 175   | 1036   | 17        | 808     | 2 min 20 s 57 | 1236     | 67.38      | 1088       | 10 min 13 s 76 | 1268          | 5436  |
| 13         | Claudia Corsin          | 184   | 1144   | 14        | 736     | 2 min 19 s 22 | 1252     | 69.83      | 1116       | 10 min 40 s 01 | 1160          | 5408  |
| 14         | Laura Asadauskaitė      | 175   | 1036   | 12        | 688     | 2 min 21 s 76 | 1220     | 68.94      | 1200       | 10 min 18 s 95 | 1248          | 5392  |
| 15         | Lucie Grolichova        | 177   | 1060   | 23        | 952     | 2 min 19 s 78 | 1244     | 60.79      | 1060       | 11 min 06 s 47 | 1056          | 5372  |
| 16         | Sylvia Czwojdzinska     | 174   | 1024   | 21        | 904     | 2 min 18 s 76 | 1256     | 83.30      | 1040       | 10 min 52 s 41 | 1112          | 5336  |
| 17         | Yane Marques            | 185   | 1156   | 19        | 856     | 2 min 15 s 44 | 1296     | 85.86      | 948        | 11 min 01 s 61 | 1076          | 5332  |
| 18         | Sheila Taormina         | 173   | 1012   | 4         | 496     | 2 min 08 s 86 | 1376     | 71.54      | 1200       | 10 min 25 s 05 | 1220          | 5304  |
| 19         | Zsuzsanna Vörös         | 182   | 1120   | 15        | 760     | 2 min 16 s 96 | 1280     | 77.62      | 1076       | 11 min 04 s 30 | 1064          | 5300  |
| 20         | Margaux Isaksen         | 171   | 988    | 15        | 760     | 2 min 20 s 30 | 1240     | 71.59      | 1144       | 10 min 40 s 41 | 1160          | 5292  |
| 21         | Hanna Arkhipenka        | 180   | 1096   | 16        | 784     | 2 min 27 s 06 | 1156     | 66.24      | 1144       | 10 min 53 s 23 | 1108          | 5288  |
| 22         | Jeļena Rubļevska        | 181   | 908    | 27        | 1048    | 2 min 22 s 94 | 1208     | 74.64      | 980        | 10 min 49 s 35 | 1124          | 5268  |
| 23         | Leila Gyenesei          | 171   | 988    | 13        | 712     | 2 min 13 s 84 | 1316     | 67.13      | 1172       | 11 min 02 s 35 | 1072          | 5260  |
| 24         | Evdokia Gretchichnikova | 178   | 1072   | 20        | 880     | 2 min 26 s 37 | 1164     | 70.17      | 976        | 10 min 43 s 65 | 1148          | 5240  |
| 25         | Galina Dolgushina       | 176   | 1048   | 23        | 952     | 2 min 26 s 28 | 1168     | 69.21      | 1144       | 11 min 44 s 57 | 904           | 5216  |
| 26         | Monica Pinette          | 187   | 1180   | 11        | 664     | 2 min 29 s 95 | 1124     | 67.88      | 1144       | 11 min 00 s 45 | 1080          | 5192  |
| 27         | Marlene Sanchez         | 186   | 1168   | 17        | 808     | 2 min 27 s 39 | 1152     | 92.47      | 1020       | 11 min 18 s 11 | 1008          | 5156  |
| 28         | Eva Trautmann           | 168   | 952    | 9         | 616     | 2 min 17 s 17 | 1276     | 80.46      | 1024       | 10 min 40 s 25 | 1160          | 5028  |
| 29         | Omnia Fakhry            | 186   | 1168   | 17        | 808     | 2 min 15 s 72 | 1292     | 102.51     | 776        | 11 min 32 s 10 | 952           | 4996  |
| 30         | Kara Grant              | 178   | 1072   | 15        | 760     | 2 min 45 s 26 | 940      | 67.27      | 1060       | 10 min 44 s 45 | 1144          | 4976  |
| 31         | Sara Bertoli            | 174   | 1024   | 13        | 712     | 2 min 21 s 92 | 1220     | 107.07     | 872        | 10 min 48 s 46 | 1128          | 4956  |
| 32         | Yun Cho-Rong            | 166   | 928    | 16        | 784     | 2 min 22 s 88 | 1208     | 71.57      | 1060       | 11 min 47 s 30 | 892           | 4872  |
| 33         | Rita Sanz-Agero         | 171   | 988    | 7         | 568     | 2 min 29 s 41 | 1128     | 68.38      | 1116       | 11 min 09 s 98 | 1044          | 4844  |
| 34         | Angela Darby            | 164   | 904    | 12        | 688     | 2 min 35 s 59 | 1056     | 67.23      | 1172       | 11 min 21 s 96 | 996           | 4816  |
| 35         | Lada Jienbalanova       | 170   | 976    | 15        | 760     | 2 min 19 s 13 | 1252     | 142.90     | 748        | DNS            | 0             | 3736  |
| DSQ        | Victoria Tereshchuk     | 178   | 1072   | 22        | 928     | 2 min 13 s 97 | 1316     | 70.10      | 1088       | 10 min 13 s 25 | 1268          | 5672  |

## Tableau des médailles
| Rang | Nation          | Or | Argent | Bronze | Total |
| ---- | --------------- | -- | ------ | ------ | ----- |
| 1    | Allemagne       | 1  | 0      | 0      | 1     |
| -    | Russie          | 1  | 0      | 0      | 1     |
| 3    | Lituanie        | 0  | 1      | 1      | 2     |
| 4    | Grande-Bretagne | 0  | 1      | 0      | 1     |
| 5    | Biélorussie     | 0  | 0      | 1      | 1     |